# Elecciones estatales de Zacatecas de 2007
Las Elecciones estatales de Zacatecas de 2007 se llevaron a cabo el domingo 1 de julio de 2007, y en ellas fueron renovados los siguientes cargos de elección popular en el estado mexicano de Zacatecas:
- 58 ayuntamientos. Compuestos por un Presidente Municipal y regidores, electos para un periodo de tres años no reelegibles para el periodo inmediato.
- 30 diputados del Congreso del Estado. 18 Diputados electos por mayoría relativa en cada uno de los Distrito Electorales y 12 por el principio de representación proporcional.[1]

## Resultados electorales

### Ayuntamientos

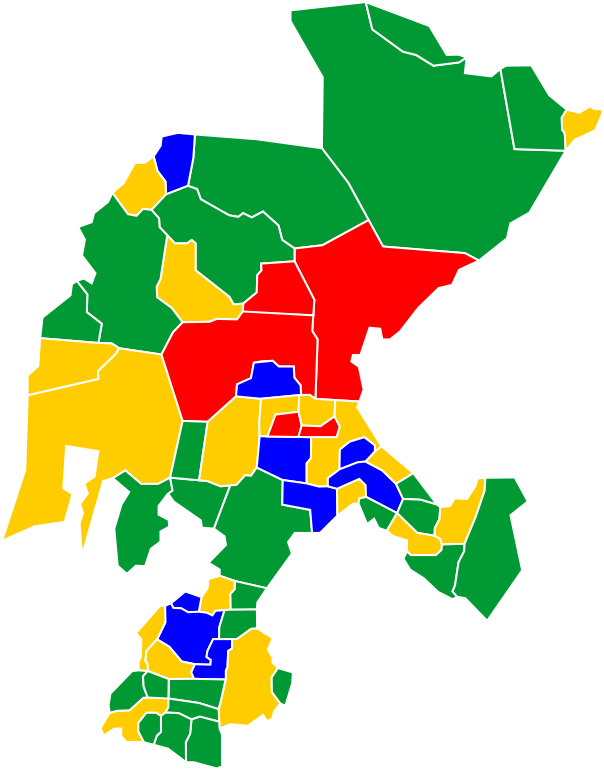
Distribución de Ayuntamientos por partido político

| Partido/Alianza                                     | Partido/Alianza                           | Municipios |
| --------------------------------------------------- | ----------------------------------------- | ---------- |
|                                                     | Partido Acción Nacional                   | 9          |
|                                                     | Partido Revolucionario Institucional      | 26         |
|                                                     | Alianza por Zacatecas (PRD, Convergencia) | 18         |
|                                                     | Partido del Trabajo                       | 5          |
|                                                     | Partido Verde Ecologista de México        | 0          |
|                                                     | Partido Nueva Alianza                     | 0          |
|                                                     | Partido Alternativa Socialdemócrata       | 0          |
| Fuente: Instituto Electoral del Estado de Zacatecas |                                           |            |

#### Ayuntamiento de Zacatecas
|  | 37.04 % |

|  | 16.09 % |

|  | 28.69 % |

|  | 11.11 % |

|  | 1.91 % |

|  | 1.43 % |

|  | 0.64 % |

|  | 3.05 % |

#### Ayuntamiento de Fresnillo
| Partido/Alianza                                     | Partido/Alianza                           | Candidato | Candidato                    | Votos  | Porcentaje |
| --------------------------------------------------- | ----------------------------------------- | --------- | ---------------------------- | ------ | ---------- |
|                                                     | Partido Acción Nacional                   |           | Benjamín Moctezuma Longoria  | 11,026 |            |
|                                                     | Partido Revolucionario Institucional      |           | Raymundo Campos Olivares     | 5,110  |            |
|                                                     | Alianza por Zacatecas (PRD, Convergencia) |           | Sara Guadalupe Buerba Sauri  | 21,461 |            |
|                                                     | Partido del Trabajo                       |           | David Monreal Ávila Hecho    | 25,117 |            |
|                                                     | Partido Verde Ecologista de México        |           | Pablo Octavio Meza García    | 637    |            |
|                                                     | Partido Nueva Alianza                     |           | Lauro García Alvarado        | 756    |            |
|                                                     | Partido Alternativa Socialdemócrata       |           | Víctor Manuel Román Martínez | 194    |            |
|                                                     | Nulos                                     | Nulos     | Nulos                        | 1,603  |            |
| Total                                               | Total                                     | Total     | Total                        | 65,904 |            |
| Fuente: Instituto Electoral del Estado de Zacatecas |                                           |           |                              |        |            |

### Diputados

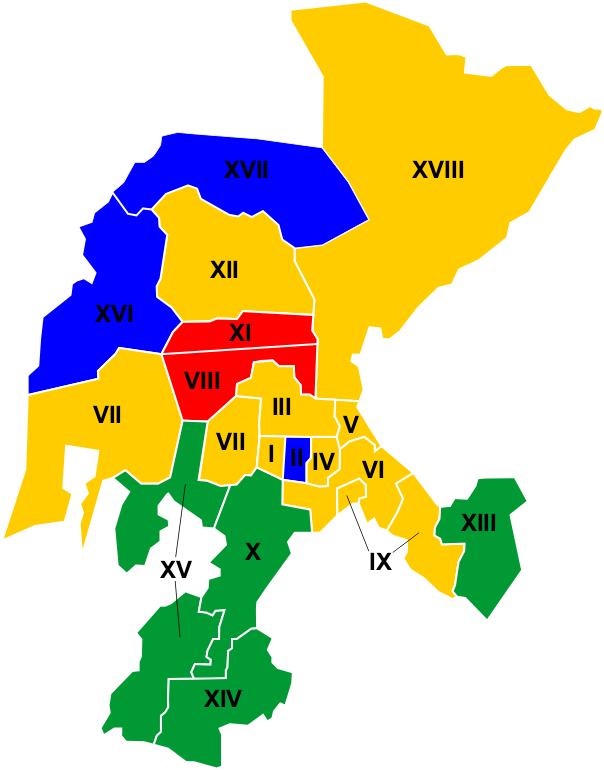
Distribución de Diputaciones por partido político

| Partido/Alianza                                     | Partido/Alianza                           | Distritos (Mayoría) | R. P. |
| --------------------------------------------------- | ----------------------------------------- | ------------------- | ----- |
|                                                     | Partido Acción Nacional                   | 3                   |       |
|                                                     | Partido Revolucionario Institucional      | 4                   |       |
|                                                     | Alianza por Zacatecas (PRD, Convergencia) | 9                   |       |
|                                                     | Partido del Trabajo                       | 2                   |       |
|                                                     | Partido Verde Ecologista de México        | 0                   |       |
|                                                     | Partido Nueva Alianza                     | 0                   |       |
|                                                     | Partido Alternativa Socialdemócrata       | 0                   |       |
| Fuente: Instituto Electoral del Estado de Zacatecas |                                           |                     |       |